# Артър Улф
Артър Улф (на английски: Arthur Woolf) е английски инженер.
Той е роден през 1766 в Кембърн, Корнуол. През 1785 заминава за Лондон, където работи като конструктор на двигатели за Джоузеф Брамах и други фирми. През 1803 патентова подобрен котел за производство на пара под високо налягане, а през 1805 получава патент за най-известното си изобретение – т.нар. компаунд-машина, усъвършенствана парна машина с неколкократно разширение на парата. През 1811 се завръща в Корнуол, където по това време парните машини намират широко приложение в каменовъглените мини.